# Jug-Band

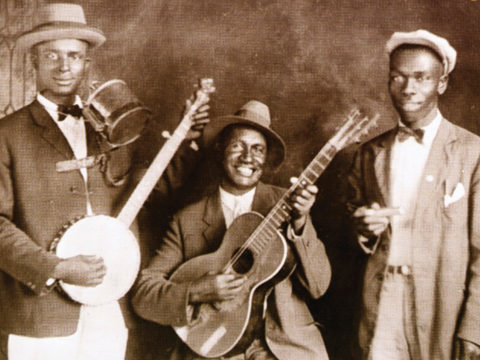
Bei Cannon’s Jug Stompers bediente der Banjospieler gleichzeitig den Jug

Eine Jug-Band ist eine Musikgruppe mit einem Jug-Spieler. Der Jug ist ein Tonkrug (ersatzweise ein anderes Gefäß), der angeblasen wird und auf diese Weise Bass-artige Töne erzeugt. Die übrigen Instrumente einer Jug-Band sind teilweise übliche Band-Instrumente wie Gitarre, Mandoline, Fiddle, Banjo und Mundharmonika, aber auch andere, ausgefallenere und teils selbstgebaute Instrumente wie der Tonnen-Bass, das Waschbrett und das Kazoo. Oft waren auch die Gitarren und Banjos aus Teilen zusammengebastelt. Die Jug-Bands waren das Vorbild der Skiffle-Musik, die in den 1950ern in Europa, vor allem in England, populär wurde.
Die ersten Jug-Bands entstanden in den USA zu Anfang des 20. Jahrhunderts, als arbeitslose afro-amerikanische Vaudeville-Musiker sich damit an Straßenecken ein paar Cents verdienten. Sie spielten eine energiereiche populäre Musik, die zur Weiterentwicklung des Blues und zur Entstehung des Rock ’n’ Roll beitrug. In den 1930ern kamen Jug-Bands mit dem Aufkommen des Swing aus der Mode.
Die bekanntesten Jug-Bands waren Gus Cannons Jug Stompers, deren Song Walk Right In Ende der 1920er ein Hit war und in den 1960ern durch die Rooftop Singers ein Revival erlebte, die Dixieland Jug Blowers sowie vor allem die Memphis Jug Band. Spätere erfolgreiche Jug-Bands waren die Jim Kweskin Jug Band und die Even Dozen Jug Band mit Maria Muldaur und Joshua Rifkin.
Auch moderne Rockbands spielen bisweilen Jug-Band-Musik, zum Beispiel Willie And The Poor Boys von Creedence Clearwater Revival und Jug Band Music von The Lovin’ Spoonful. Deren Kopf John Sebastian gründete auch die J-Band, bei der neben jüngeren Musikern auch Yank Rachell, ein Jug-Band-Veteran, mitspielte. Darüber hinaus war der Jug ein kennzeichnendes Element der Psychedelic-Band 13th Floor Elevators. Die englische Band Mungo Jerry setzte bei ihrem 1971 erschienenen Hit In the Summertime für die Basslinie eine dickbauchige Glasflasche als Jug ein.
Es gibt auch heute noch ursprüngliche Jug-Bands. Jährlich findet im Oktober in Sutter Creek, Kalifornien, ein JugFest statt.